# Nélson Rodríguez
Nélson Rodríguez Serna (Manizales, 16 november 1965) is een Colombiaans voormalig wielrenner. Hij behaalde in 1994 zijn enige professionele overwinning toen hij de zeventiende etappe van de Ronde van Frankrijk op zijn naam schreef; hij versloeg Pjotr Oegroemov in de sprint. Hij werd in 1995 wel nog tweede in het bergklassement van de Ronde van Italië.

## Belangrijkste overwinningen
1992
- 5e etappe Ronde van Táchira

1993
- 6e etappe Ronde van Táchira

1994
- 17e etappe Ronde van Frankrijk

1998
- 4e etappe Ronde van Colombia

## Resultaten in voornaamste wedstrijden
| Jaar | Ronde van Italië | Ronde van Frankrijk | Ronde van Spanje |
| ---- | ---------------- | ------------------- | ---------------- |
| 1990 |                  | 32e                 |                  |
| 1991 | 12e              |                     |                  |
| 1992 | 24e              |                     |                  |
| 1993 | 20e              | 100e                |                  |
| 1994 | 6e               | 16e (1)             |                  |
| 1995 | 16e              | opgave              |                  |
| 1996 | 24e              |                     |                  |

| Jaar | Milaan-San Remo |
| ---- | --------------- |
| 1990 |                 |
| 1991 |                 |
| 1992 |                 |
| 1993 | 89e             |
| 1994 |                 |
| 1995 |                 |
| 1996 | 102e            |

Wielerploegen van Nélson Rodríguez
Barroso ·
Caruso ·
Citterio ·
Colagè ·
Consonni · 
Faresin ·
Mantovan ·
Marcozzi ·
Maya ·
Perona · 
Pierobon ·
Puttini ·
Rodríguez ·
Sierra ·
Strazzer ·
Trepin ·
Wyder
Caruso ·
Citterio ·
Colagè ·
Faresin ·
Ghirotto ·
Mantovan ·
Maya ·
Moro ·
Perini ·
Perona · 
Rodríguez ·
Sierra ·
Trepin ·
van den Akker
Bincoletto ·
Caruso ·
Casartelli  ·
Colagè ·
Ferrigato ·
Fontanelli ·
Ghirotto ·
Menegotto ·
Montaña ·
Perini ·
Perona · 
Redant ·
Rodríguez ·
Santaromita
Bonča ·
Caruso ·
Cattai ·
Colagè ·
Ferrigato ·
Finco ·
Fontanelli ·
Ghirotto ·
Menegotto ·
Montaña · 
Pagnin ·
Rodríguez
- Library of Congress Control Number: n2017010861
- Virtual International Authority File: 5502148876463349740006
- WorldCat: E39PBJbWvxVphpYX8HyFqqfXh3